# Samverkansofficer
Samverkansofficer är en officer vid en försvarsmakt, vars uppgift är att samordna det egna förbandets uppgifter med andra vänligt sinnade parter i operationsområdet. Dessa parter kan vara dels andra militära förband men även civila grupper och andra lokala organisationer.
På grund av de mer komplexa miljöerna som möter militära förband har behovet av samverkansofficerare ökat och idag finns de placerade från de högsta staberna ner på kompaninivå. 
Samverkansofficerens uppgifter överlappar ofta uppgifterna som underrättelseofficerare har. Det är inte ovanligt att underrättelseofficerare benämns som samverkansofficerare för att vara mindre provocerande.